# (255257) Mechwart
(255257) Mechwart est un astéroïde de la ceinture principale.

## Description
(255257) Mechwart est un astéroïde de la ceinture principale. Il fut découvert le 4 novembre 2005 à Piszkesteto par Krisztián Sárneczky. Il présente une orbite caractérisée par un demi-grand axe de 3,02 UA, une excentricité de 0,08 et une inclinaison de 11,6° par rapport à l'écliptique.

## Compléments